# フランシス・アバークロンビー
フランシス・アバークロンビー（Francis Patterson Abercrombie, 1850年1月2日 - 1939年11月11日）は、アメリカ合衆国オクラホマ州フォート・タウソン出身のプロ野球選手（遊撃手）。

## 経歴
1871年からアメリカ合衆国で始まったプロ野球リーグ、ナショナル・アソシエーションに加盟していたトロイ・ヘイメイカーズの選手として、1試合に出場した。4打数ノーヒット・2失策という数字を残している。
1939年11月11日、ペンシルベニア州フィラデルフィアで亡くなった。

## 人物
アバークロンビーは19世紀の選手であり、詳しい情報が残っていない。そのため、利き腕や打席の左右、身長・体重などは不明となっている。
また、資料によっては、1851年1月2日生まれだともされている。
更に、ナショナル・アソシエーションをMLBと同様に扱うかどうかについても議論が存在するため（詳しくは、「NAはメジャーリーグか」を参照）、アバークロンビーをMLBの選手として扱うかどうかという点についても意見が分かれる点には留意されたい。

## 詳細情報

### 年度別打撃成績
| 年 度    | 球 団    | 試 合 | 打 席 | 打 数 | 得 点 | 安 打 | 二 塁 打 | 三 塁 打 | 本 塁 打 | 塁 打 | 打 点 | 盗 塁 | 盗 塁 死 | 犠 打 | 犠 飛 | 四 球 | 敬 遠 | 死 球 | 三 振 | 併 殺 打 | 打 率 | 出 塁 率 | 長 打 率 | O P S |
| -------- | -------- | ----- | ----- | ----- | ----- | ----- | -------- | -------- | -------- | ----- | ----- | ----- | -------- | ----- | ----- | ----- | ----- | ----- | ----- | -------- | ----- | -------- | -------- | ----- |
| 1871     | TRO      | 1     | 4     | 4     | 0     | 0     | 0        | 0        | 0        | 0     | 0     | 0     | 0        | -     | -     | 0     | -     | -     | 0     | 0        | .000  | .000     | .000     | .000  |
| MLB：1年 | MLB：1年 | 1     | 4     | 4     | 0     | 0     | 0        | 0        | 0        | 0     | 0     | 0     | 0        | -     | -     | 0     | -     | -     | 0     | 0        | .000  | .000     | .000     | .000  |

- 「-」は記録なし。